# Raionul Pidhaiți, Ternopil
Pidhaiți (în ucraineană Підгаєцький район, transliterat: Pidhaiețkîi raion) este un raion în regiunea Ternopil, Ucraina. Reședința sa este orașul Pidhaiți.

## Demografie
Componența lingvistică a raionului Pidhaiți
     Ucraineană (99,83%)
     Alte limbi (0,14%)
Conform recensământului din 2001, majoritatea populației raionului Pidhaiți era vorbitoare de ucraineană (99,83%), existând în minoritate și vorbitori de alte limbi.